# Nombre de Friedman
En mathématiques, un nombre de Friedman (également nommé nombre autodigital, ou nombre narcissique,) est un nombre entier qui est le résultat d'une combinaison de tous ses chiffres dans une base donnée, à l'aide des quatre opérations arithmétiques élémentaires et quelquefois l'exponentiation.

## Définition
Un nombre entier relatif est un nombre de Friedman si, dans une base, il existe une expression utilisant tous ses chiffres qui lui soit égale. Les opérations mathématiques permises dans cette expression sont :
- Les quatre opérations arithmétiques de base :
  - l'addition, +
  - la soustraction, −
  - la multiplication, ×
  - la division, ÷
- Éventuellement, d'autres opérations :
  - l'exponentiation
  - la factorielle, !
  - la racine carrée, √
  - la racine n-ième

Par exemple, 347 est un nombre de Friedman en base 10 car il est possible de l'écrire sous la forme 73 + 4.
Les parenthèses sont autorisées, mais uniquement pour changer l'ordre des opérations : par exemple, 1024 = (4 − 2)10. L'usage de parenthèses sans opérateur résulterait en des nombres de Friedman triviaux comme 24 = (24). Les zéros initiaux ne pas non plus autorisés pour la même raison : 001729 = 1700 + 29.
Un nombre de Friedman agréable ou ordonné est un nombre de Friedman dont les chiffres de l'expression sont arrangés dans le même ordre que dans le nombre lui-même. Par exemple : 127 = −1 + 27. Pour les nombres de Friedman agréables inférieurs à 10 000, toutes les expressions incluent l'addition et la soustraction.

## Exemples
En base 10, les 45 premiers nombres de Friedman sont :
25, 121, 125, 126, 127, 128, 153, 216, 289, 343, 347, 625, 688, 736, 1022, 1024, 1206, 1255, 1260, 1285, 1296, 1395, 1435, 1503, 1530, 1792, 1827, 2048, 2187, 2349, 2500, 2501, 2502, 2503, 2504, 2505, 2506, 2507, 2508, 2509, 2592, 2737, 2916, 3125, 3159.
Toujours en base 10, les premiers nombres de Friedman agréables sont :
127, 343, 736, 1285, 2187, 2502, 2592, 2737, 3125, 3685, 3864, 3972, 4096, 6455, 11264, 11664, 12850, 13825, 14641, 15552, 15585, 15612, 15613, 15617, 15618, 15621, 15622, 15623, 15624, 15626, 15632, 15633, 15642, 15645, 15655, 15656, 15662, 15667, 15688, 16377, 16384, 16447, 16875, 17536, 18432, 19453, 19683, 19739.
En 2013, on connait une centaine de nombres de Friedman pandigitaux (sans zéro, mais contenant tous les chiffres de 1 à 9). Parmi eux, découverts par Mike Reid et Philippe Fondanaiche :
- 123456789 = ((86 + 2 × 7)5 − 91) / 34
- 987654321 = (8 × (97 + 6/2)5 + 1) / 34

De ces nombres pandigitaux, seul un est agréable : 268435179 = −268 + 4(3×5 − 17) − 9.
Il semblerait que toutes les puissances de 5 soient des nombres de Friedman. En observant que tous les nombres de la forme 25×102n peuvent s'écrire sous la forme 500...02 avec n zéros, il est possible de trouver des nombres de Friedman consécutifs. Friedman donne l'exemple de 250068 = 500² + 68, à partir duquel on peut facilement déduire l'intervalle de nombres de Friedman consécutifs de 250010 à 250099.
Selon Fondanaiche, le plus petit nombre de Friedman agréable et uniforme est 99999999 = (9 + 9/9)9−9/9 − 9/9. Brandon Owens a démontré que les nombres uniformes de plus de 24 chiffres sont des nombres de Friedman agréables dans n'importe quelle base.
Un nombre vampire est une variété de nombre de Friedman où la seule opération est une multiplication de deux nombres possédant le même nombre de chiffres ; par exemple, 1260 = 21 × 60.
Selon Michael Brand, la densité de l'ensemble des nombres de Friedman est égale à 1 dans n'importe quelle base.

## Algorithmes de recherche
Dans n'importe quelle base b, les nombres de Friedman à seulement deux chiffres sont généralement moins nombreux que ceux à trois chiffres ou plus, mais ils sont plus faciles à trouver. Si nous représentons un nombre à deux chiffres sous la forme mb + n, où m, n sont des nombres entiers compris entre 0 et b-1 (avec m non nul), il suffit de résoudre chacune des deux équations :
m.b + n = mn et
m.b + n = nm
Inutile de se préoccuper de m + n, puisqu'il est toujours strictement inférieur à mb + n. Il en va de même pour mn, m - n et m/n.
Pour traiter les nombres à trois chiffres, la méthode reste la même mais il y a plus d'équations à résoudre. En représentant un nombre à trois chiffres sous la forme k.b^2 + m.b + n\,, il faut considérer les expressions
km + n,
kn + m,
km+n,
n × (k.b + m), etc.

## Chiffres romains
Dans un sens trivial, tous les nombres exprimés en chiffres romains avec plus d'un symbole sont des nombres de Friedman. L'expression est créé en insérant simplement les signes + dans l'expression, et occasionnellement le signe - avec un léger réarrangement dans l'ordre des symboles.
Mais Erich Friedman et Robert Happleberg ont fait certaines recherches sur les nombres exprimés en chiffres romains pour lesquels l'expression utilise d'autres opérateurs que + et -. Leur première découverte fut le nombre de Friedman agréable 8, puisque VIII = (V - I) * II. Ils ont aussi trouvé beaucoup de nombres de Friedman exprimés en chiffres romains pour lesquels l'expression utilise l'exponentiation, par exemple 256 puisque CCLVI = IVCC/L.
La difficulté pour trouver des nombres de Friedman exprimés en chiffres romains non-triviaux n'augmente pas avec la taille du nombre (comme c'est le cas avec les systèmes de nombres à notation positionnelle) mais avec le nombre de symboles qu'il possède. Ainsi, par exemple, il est plus pénible de savoir si 137 (CXLVII) est un nombre de Friedman exprimé en chiffre romain que de faire la même détermination pour 1 001 (MI). Avec les nombres exprimés en chiffres romains, on peut au moins faire dériver certaines expressions de Friedman à partir desquelles on peut découvrir d'autres. Friedman et Happleberg ont montré que tout nombre finissant par VIII est un nombre de Friedman basé sur l'expression donnée ci-dessus, par exemple.

## Nombres de Friedman parfaits
Un nombre de Friedman parfait (ou nombre de Chauvin-Le Lamer) est un nombre de Friedman qui est le résultat d'une combinaison de nombres de Friedman dans une base donnée, à l'aide des quatre opérations arithmétiques élémentaires. Le premier nombre de Chauvin-Le Lamer en base 10 serait 25=153-128.[réf. souhaitée]